# Пёлла
Пёлла (нем. Pölla) — ярмарочная община (нем. Marktgemeinde) в Австрии, в федеральной земле Нижняя Австрия. 
Входит в состав округа Цветль.  Площадь общины составляет 104,35 км², население — 909 человек (1 января 2021), плотность населения — 9 чел./км². Официальный код  —  32520.

## Население
| Год  | Численность |
| ---- | ----------- |
| 1869 | 4940        |
| 1889 | 4767        |
| 1890 | 4700        |
| 1900 | 4657        |
| 1910 | 4762        |
| 1923 | 4413        |
| 1934 | 4410        |
| 1939 | 3271        |
| 1951 | 1779        |
| 1961 | 1542        |
| 1971 | 1305        |
| 1981 | 1211        |
| 1991 | 1091        |
| 2001 | 1056        |
| 2011 | 980         |
| 2021 | 909         |

## Политическая ситуация
Бургомистр общины — Йохан Мюльнер (АНП) по результатам выборов 2005 года.
Совет представителей общины (нем. Gemeinderat) состоит из 19 мест.
- АНП занимает 15 мест.
- СДПА занимает 4 места.

## Населённые пункты
- коммуна Деллерсхайм (Döllersheim). В неё входит Штронез (Strones)- место, где родился  отец Адольфа Гитлера.